# Бен-Ишай, Рон
Рон Бен-Иша́й (ивр. רון בן-ישי‎, род. 26 октября 1943 года) — израильский журналист. Лауреат Премии Израиля за 2018 год в области журналистики.

## Биография
Родился в Иерусалиме в 1943 году. Окончил военную школу в Хайфе в 1961.
Служил в Армии обороны Израиля в качестве десантника. Окончил офицерские курсы. В 1967 получил диплом магистра экономии и географии Еврейского университета в Иерусалиме.
С июня 1966 по июнь 1967 работал финансовым репортёром на радиостанции «Голос Израиля», затем военным репортёром. Был ранен во время съёмок рейда Армии обороны Израиля на лагерь боевиков ФАТХ. В декабре 1969 стал телеведущим. В 1970 был ранен во время съёмок боевой операции на Голанских высотах.
За свои заслуги получил ряд израильских наград, таких как «Лучший репортаж с поля боя» (1969), приз «Скрипка Давида» за серию документальных телепередач (1978), «журналист года» (1989), и других. За спасение раненых под огнём во время войны Судного дня отмечен знаком отличия Начальника Генерального Штаба.
Сейчас Рон Бен-Ишай разведён и живёт с тремя детьми в Тель-Авиве. Он преподаёт журналистику в Тель-Авивском университете. В 2008 участвовал в съёмках анимационной ленты Ари Фольмана «Вальс с Баширом», в которой он рассказывал о своём участии в Ливанской войне 1982 года.